# Kasteel van Imde

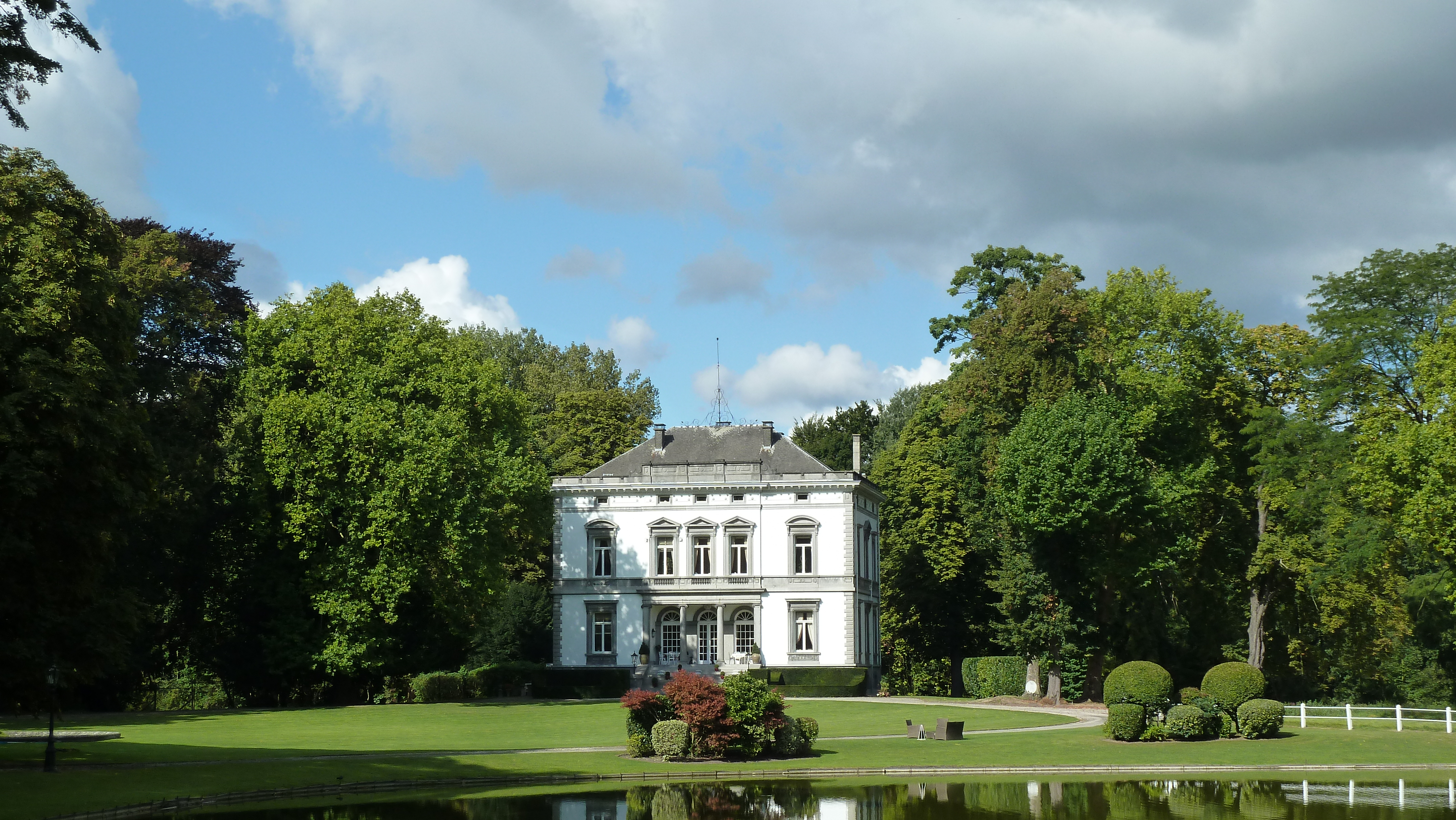
Zicht op de zuidelijke gevel van het kasteel van Imde

Het kasteel van Imde in het Vlaamse dorp Imde (in de gemeente Meise) is een neoclassicistisch kasteel uit de 19de eeuw. De bijbehorende gesloten kasteelhoeve dateert uit de 17de en de 18de eeuw maar heeft recentere aanhorigheden. Het geheel is gelegen te midden van een uitgestrekt landgoed met parken, weiden en vijvers. De Molenbeek vloeit door het kasteelgoed.
Aanvankelijk was dit kasteel een eigendom der heren van Leefdael. Tijdens de 17de eeuw was het bezit van de familie Verreyken, tot het door de prinsen van Thurn en Taxis werd verkocht. Het oorspronkelijk slot werd in 1828 afgebroken en in 1855 vervangen door het huidige neoclassicistische kasteel.
Op 15 februari 2016 woedde er een zware brand.

## Fotogalerij

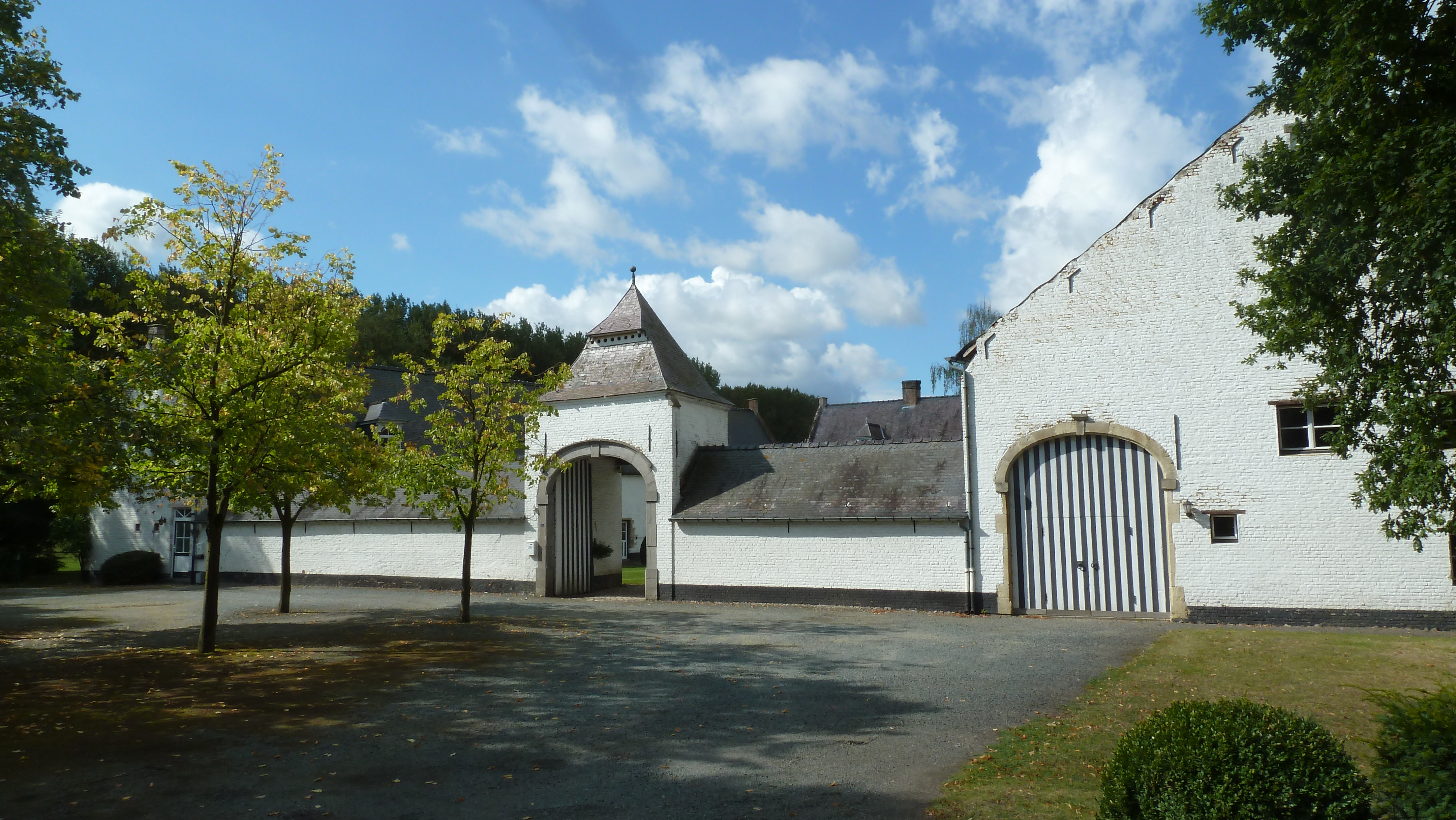
De kasteelhoeve met poorttoren
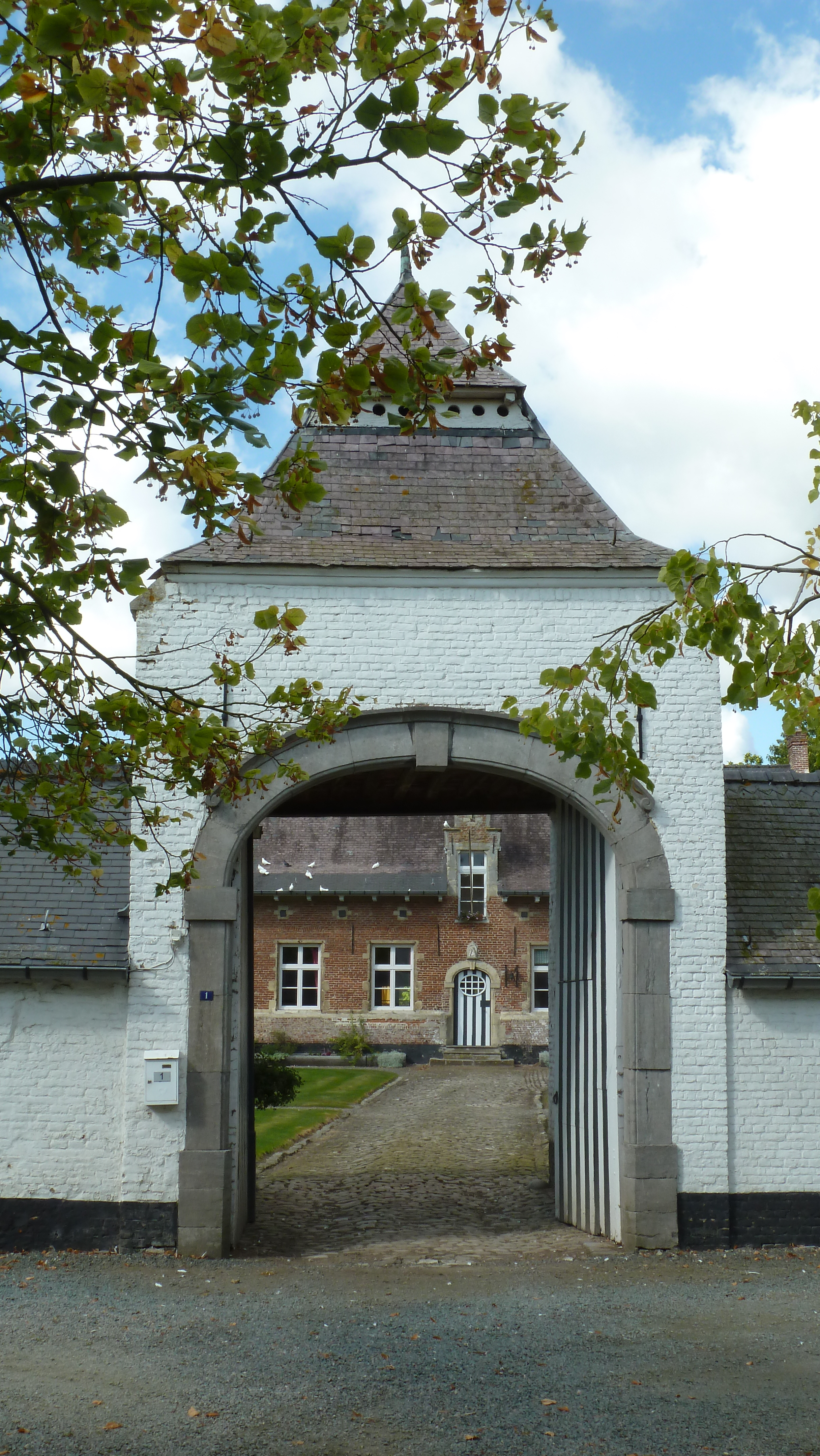
Poorttoren met duiventil
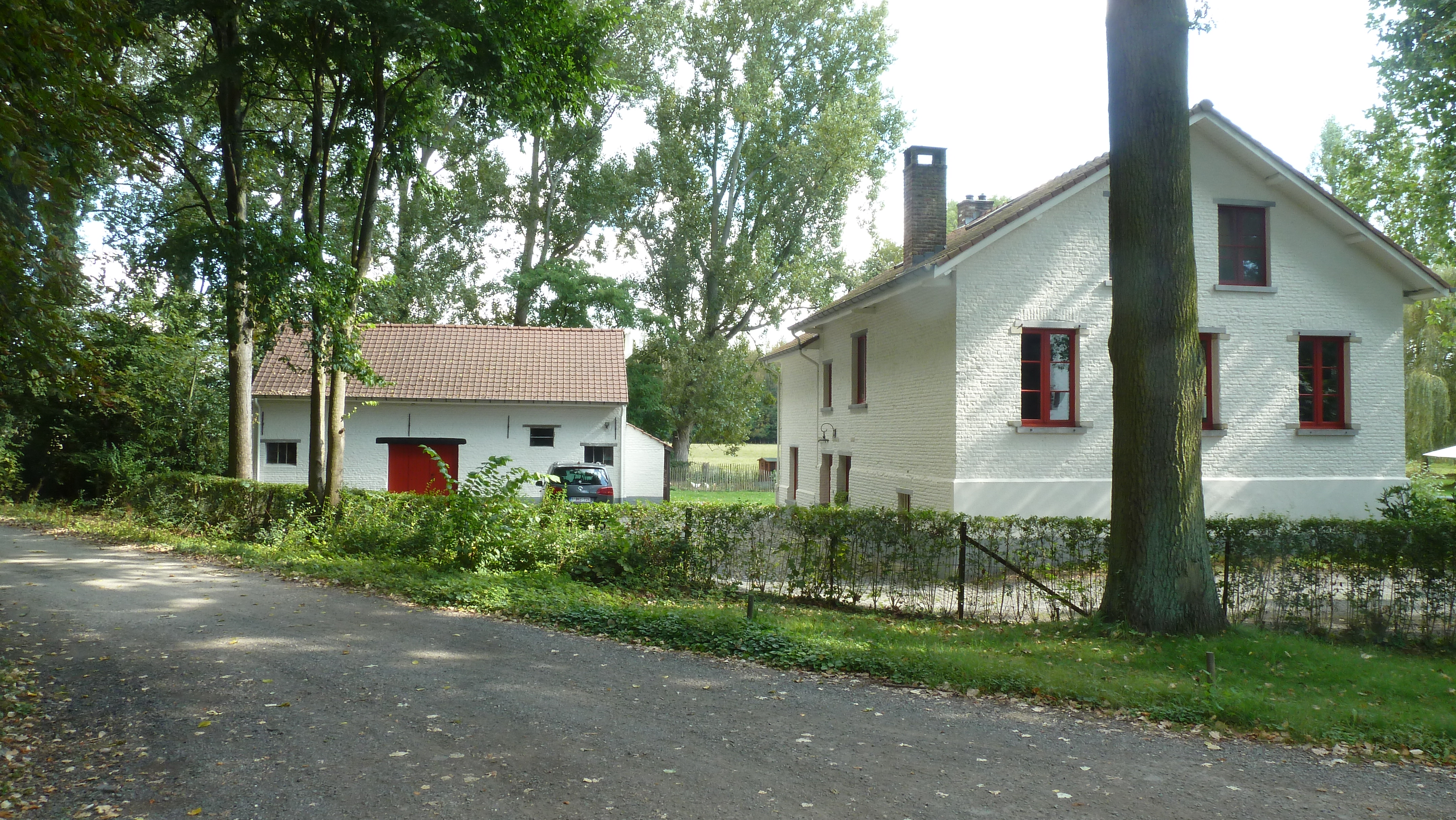
Boswachtershuis
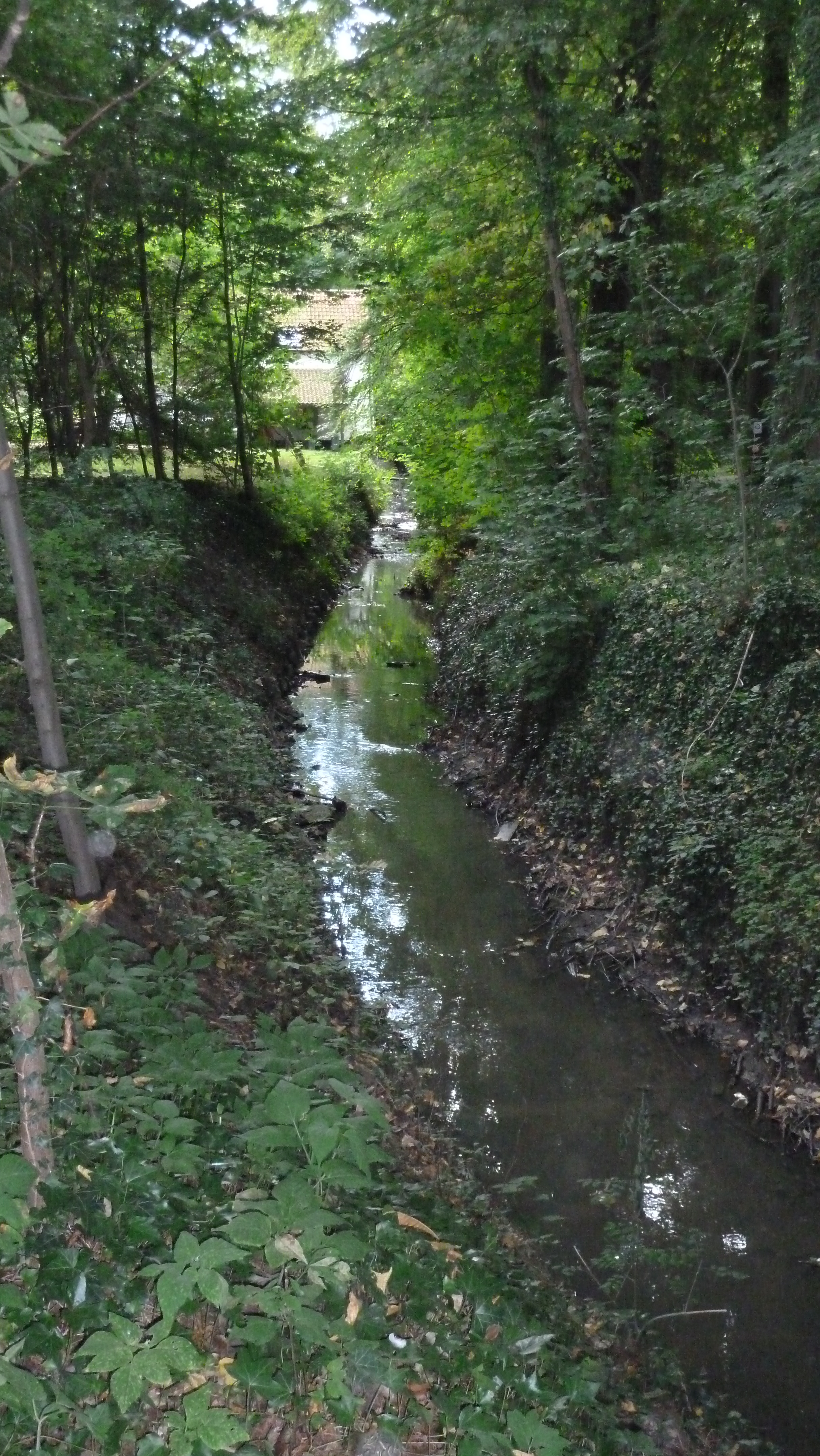
De Molenbeek